# Nova Fundlandija in Labrador
Nova Fundlandija in Labrador (angleško: New Foundland and Labrador, francosko: Terre-Neuve-et-Labrador, irsko: Talamh an Éisc agus Labradar) je najbolj vzhodna provinca Kanade. Leži na skrajnem severovzhodnem delu Severne Amerike ob Atlantskem oceanu ter pokriva otok Novo Fundlandijo in del polotoka Labrador, kjer meji na Quebec.
Današnje ozemlje province je bilo sprva britanska kolonija in do leta 1949 britanski dominion. 31. marca 1949 se je pridružila Kanadi pod imenom Nova Fundlandija. Vlada province je od leta 1964 uporabljala ime Nova Fundlandija in Labrador, ki je s spremembno kanadske ustave leta 2001 postalo tudi uradno. Kanadčani v pogovornem jeziku  provinco še naprej imenujejo kar Nova Fundlandija, za ozemlje na polotoku pa uporabljajo ime Labrador.
Provinca ima dobrega pol milijona prebivalcev, od katerih velika večina (94 %) živi na Novi Fundlandiji in manjših otokih ob njej. Po podatkih popisa iz leta 2006 je približno 40 % prebivalcev angleškega izvora in 20 % irskega, med večjimi etničnimi skupinami so še francoska, škotska in staroselska.